# Val Setus
La Val Setus, anche semplicemente Setùs, è una valle dell'Alto Adige.
Si dirama da Colfosco (Kolfuschg) verso il Gruppo del Sella. Attraverso il sentiero n. 666A si sale ripidamente, con alcuni tratti attrezzati, per raggiungere il Rifugio Franco Cavazza al Pisciadù a 2.585 m. Viene solitamente percorsa al ritorno verso valle dagli escursionisti che erano saliti al rifugio utilizzando la via Ferrata Tridentina.
Il sentiero non presenta particolari difficoltà tecniche né tratti esposti ma richiede fermezza di piede ed equilibrio a causa della pendenza e della natura terrosa e ghiaiosa del terreno.